# Akzent (Schrift)
Unter Akzent oder Akzentzeichen versteht man in der Schrift
1. einen diakritischen Akzent zur Markierung des Sprach-Akzentes in bestimmten Sprachen, also der besonderen Betonung, Dauer oder Höhe eines Vokals;
2. im weiteren Sinne und ungenau diakritische Zeichen anderer Sprachen, die nicht der Akzent-Markierung dienen, aber gleich oder ähnlich geformt sind.

Akzente sind bereits seit der Antike bekannt und wurden von den griechischen Grammatikern eingeführt.

## Varianten

### Tatsächliche Akzentzeichen
Folgende Zeichen werden als Akzent verwendet:
| Zeichen | Beispiel        | Sprache |
| ------- | --------------- | --- |
| ´       | Bogotá, μέρος   | Spanisch, Griechisch (poly- und monotonische Orthographie)                                                                                   |
| `       | più, σημειωτικὴ | Italienisch, Griechisch (polytonische Orthographie)                                                                                          |
| ̃        | πρᾶγμα          | Griechisch (polytonische Orthographie; übliche Bezeichnung ist Zirkumflex trotz häufiger Darstellung mit einer Tilde, siehe Abschnitt unten) |

Manchmal werden emphatische oder tonale Akzente nicht in der Standard-Orthographie verwendet, jedoch in Lehrwerken und Wörterbüchern, beispielsweise ´ (собо́р) im Russischen oder ´ (é) und ` (è) im Schwedischen und Norwegischen.

### Französische accent-Zeichen
Die französischen diakritischen Zeichen ´ (é), ` (è) und  ̂ (ê) (accent aigu, accent grave, accent circonflexe) ordnet man zu den Akzentzeichen, da ihre Form den griechischen entspricht und sie den gleichen Namen tragen (französisch accent „Akzent“). Sie bezeichnen jedoch nicht den Sprach-Akzent, sondern verändern die Qualität des bezeichneten Lautes und wären daher eigentlich der Kategorie Weitere Zeichen zuzuordnen.
Ein Wort kann nur eine hauptakzentuierte Silbe haben. Dass diese Zeichen im Französischen nicht den Akzent bezeichnen, zeigen unter anderem folgende Beispiele: créé, été, Cléopâtre, créèrent, ebenso das Verb tâcher, bei dem trotz des Akzents auf ersten Silbe die zweite betont wird, also -er.

### Weitere Zeichen
Zeichen, die nicht zur Bezeichnung des Akzentes verwendet werden, jedoch oft als „Akzent“ bezeichnet werden, sind:
| ´ | wie z. B. im Polnischen (Łódź), Serbischen (Ignjić), Tschechischen (Česká) und Slowakischen (stránka), Ungarischen (kávéház), Isländischen (Íþróttir), Irischen (Máirtín) … |
| ̂  | wie z. B. im Rumänischen (România, în), im Slowakischen (vôl, stôl, kôň) |
| ̋  | im Ungarischen (hűtőszekrény) |

Diese Zeichen, die im eigentlichen Sinne keine Akzente sind, haben in verschiedenen Sprachen durchaus verschiedene Bedeutungen. So bezeichnet zum Beispiel das ´-Zeichen im Polnischen, Französischen, Isländischen, Irischen, Kroatischen einen anderen Laut als das Zeichen ohne, im Tschechischen und Slowakischen die Länge des Lautes. Im Ungarischen kennzeichnet der Akut – sowohl einzeln bei Vokalen als auch bei den beiden Umlauten Ő und Ű in Form eines Doppelakuts – ebenfalls die Länge. Hierbei nehmen das Á und das É eine Sonderstellung ein, da sich hier zusätzlich die Aussprache von offen zu geschlossen ändert.
Es gibt viele weitere diakritische Zeichen, die über dem Buchstaben stehen (zum Beispiel den Brevis, die Tilde, das Hatschek, der Ringakzent, das Makron oder das Trema), die jedoch nicht als Akzente bezeichnet werden.

## Darstellung
Die bevorzugte Darstellung der Zeichen kann unterschiedlich sein. So wird der Akut in hochqualitativen Drucktypen im Französischen flacher, in den ostmitteleuropäischen Schriften (Polnisch, Tschechisch, Slowakisch, Ungarisch) steiler geschnitten. Im Ungarischen kann der Akut, falls es sich um eine Grotesk-Schriftart handelt, sogar gänzlich senkrecht geschnitten werden.
Das griechische Zeichen Perispōménē (περισπωμένη „die darüber gezogene“, als Kombination aus Akut und Gravis gesehen) kann von der Form her wie eine Tilde, ein Zirkumflex oder wie ein Makron geschnitten werden. Letzteres wird allerdings vorwiegend zur Markierung der Vokallänge verwendet.
In der lateinischen Schrift gilt als Akzentzeichen vornehmlich:
- Der Akut – Beispiel: é
- Der Doppelakut – in Europa im Ungarischen als Längungszeichen: Ő, ő; Ű, ű
- Der Gravis – Beispiel: è
- Der Zirkumflex – Beispiel: ê